# Servon-Melzicourt
Servon-Melzicourt é uma comuna francesa na região administrativa do Grande Leste, no departamento de Marne. Se estende por uma área de 25.78 km², e possui 107 habitantes, segundo o censo de 2018, com uma densidade de 4.2 hab/km².